# Junior's Eyes
Junior's Eyes fue una banda de rock progresivo británica liderada por el guitarrista Mick Wayne (nacido como Michael Wayne, 1945, Kingston upon Hull - fallecido el 26 de junio de 1994), la cual grabó un álbum de estudio titulado Battersea Power Station en 1969. La agrupación es más reconocida por haber sido la banda de soporte del músico David Bowie durante el año 1969.

## Discografía

### Sencillos
- "Keep On Doing It" / "Songs We Sang Last Summer" ('The Outsiders', 1965)
- "Go Home Baby" / "At The Station" ('Bunch Of Fives', 1966)
- "Subway (Smokey Pokey World)" / "Good Evening" ('The Tickle', 1967)
- "Mr Golden Trumpet Player" / "Black Snake" (1968)
- "Woman Love" / "Circus Days" (1969)
- "Star Child" / "Sink Or Swim" (1969)
- "Well, Well, Well" / "Hold On" ('Pink Fairies', 1973)

### Álbumes
- Battersea Power Station (1969)